# Flaggfisk
Flaggfisk (Chaetodon auriga) är en fiskart som beskrevs av Forsskål, 1775. Flaggfisk ingår i släktet Chaetodon och familjen Chaetodontidae. IUCN kategoriserar arten globalt som livskraftig. Inga underarter finns listade i Catalogue of Life.